# Zoltán
Zoltán je mužské jméno. Je odvozeno z tureckého slova „sultán“ a je rozšířeno zejména v Maďarsku.
V maďarském kalendáři má svátek 8. března, ve slovenském pak 7. dubna.

## Domácké podoby
Mezi české domácké podoby jména Zoltán patří Zolťa, Zoltík, Zoltánek, Zoltys, Zoltýsek, Zolťas a Zolťásek.

## Známí nositelé jména
- Zoltán Demján, slovenský horolezec
- Zoltán Kocsis, maďarský klavírista, skladatel a dirigent
- Zoltán Kodály, maďarský hudební skladatel
- Zoltán Tildy, maďarský prezident